# Gunnerkeld
 Der konzentrische Steinkreis Gunnerkeld (altnordisch für Gunnars Quelle) liegt zwei Kilometer nördlich von Shap, wenige Meter von der Autobahn M6 in Westmorland bzw. Cumbria in England. 
Gunnerkeld ist einer von nur 15 konzentrischen Steinkreisen in England und Teil einer Konzentration im Lake District. Der leicht ovale Doppelkreis hat einen äußeren Ring von 30,2 auf 27,4 m und einen Inneren von 14,2 auf 12,7 m. Im Klassifizierungssystem für diese Kreise fällt Gunnerkeld in die häufige Klasse A der unregelmäßig-konzentrischen Doppelkreise. 
Gunnerkeld liegt auf einer kleinen Anhöhe, die parallel zur Autobahn verläuft. Aufgrund der Beschädigung ist es unmöglich zu sagen, ob die Steine ursprünglich der Höhe nach aufgestellt waren.
Die Originalsteinzahl der Ringe gibt J. Barnatt mit 32–42 an. Heute sind es 18 Steine, von denen 15 umgefallen sind. Die Steine sind wahrscheinlich lokale Findlinge. Der Außenring hat noch drei Steine, darunter die beiden einzigen aufrecht stehenden. Sie sind 1,7 m und 1,4 m hoch, stehen unmittelbar östlich der Nordachse und wurden von Aubrey Burl als mögliche Portalsteine interpretiert. Portale sind ein Merkmal der Lakelandringe. 
Bestattungen wurden in jedem ausgegrabenen konzentrischen Kreis gefunden und Gunnerkeld bildet keine Ausnahme. In der Mitte liegt eine flache Grube, in der eine aufrechte Platte, als der Rest einer Steinkiste anzusehen ist. 
Der Entstehungszeitrahmen für die konzentrischen Kreise fällt in die Jungstein- oder Frühbronzezeit, eine Periode von etwa 1500 Jahren. 
In der Nähe liegen der Hill of Skulls und die Steinreihe von Shap.